# Memoriale per le vittime del comunismo

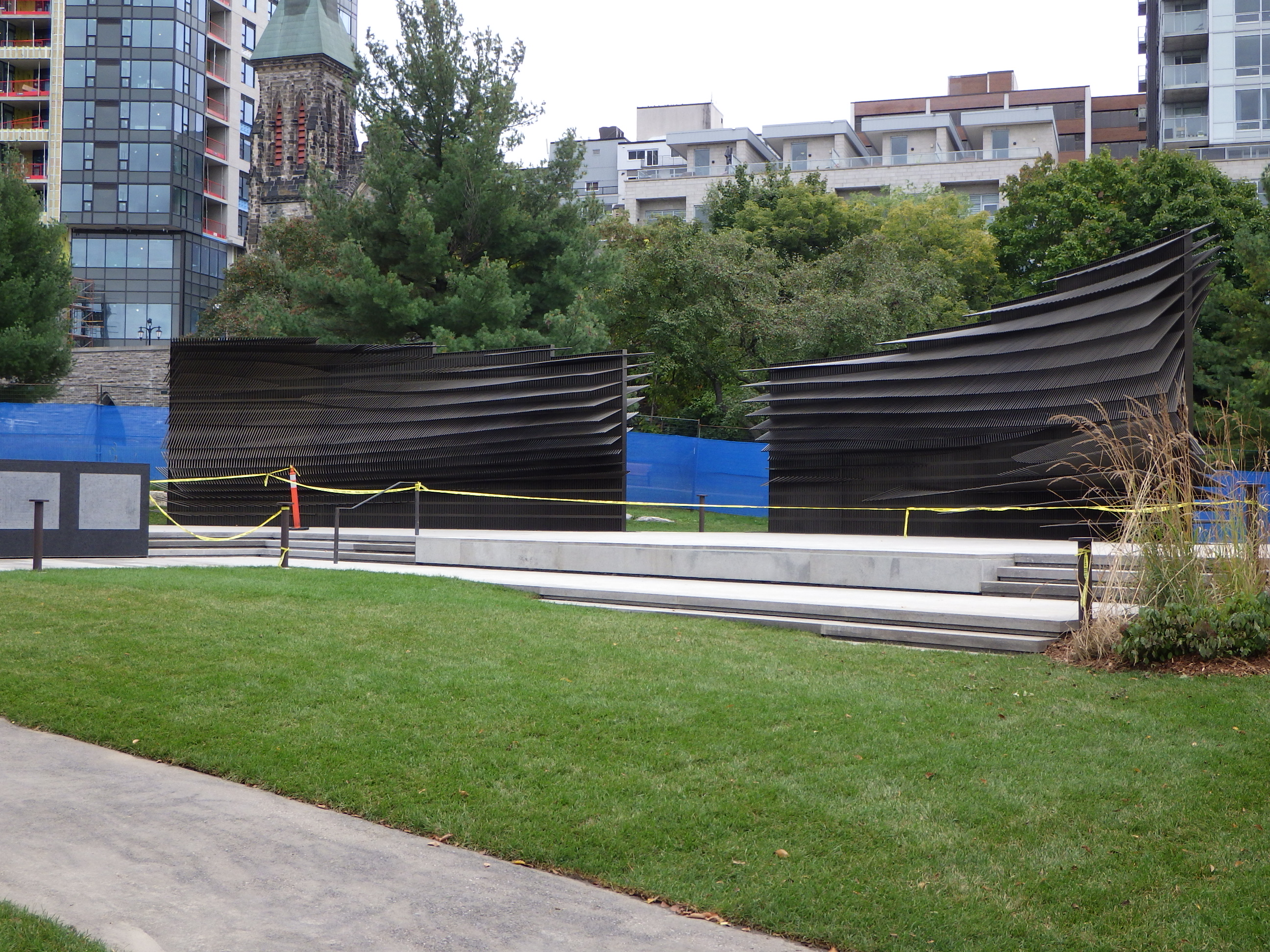
Il memoriale completato, ma chiuso al pubblico, fotografato il 14 ottobre 2023.

Il Memoriale per le vittime del comunismo, Terra di Rifugio è un monumento attualmente in fase di sviluppo ad Ottawa, Ontario, Canada. La sua inaugurazione ufficiale avrebbe dovuto avvenire il 2 novembre 2023, ma è stata ritardata a causa dello scandalo Jaroslav Hun'ka e delle preoccupazioni che i nomi dei membri delle Waffen-SS e di altri collaboratori nazisti siano elencati tra le vittime. Un rapporto del 2023 per il Dipartimento del patrimonio canadese ha suggerito che 330 dei 553 nomi elencati sul "Muro della memoria" del monumento vengano rimossi a causa di potenziali legami con nazisti o gruppi fascisti.

## Costruzione

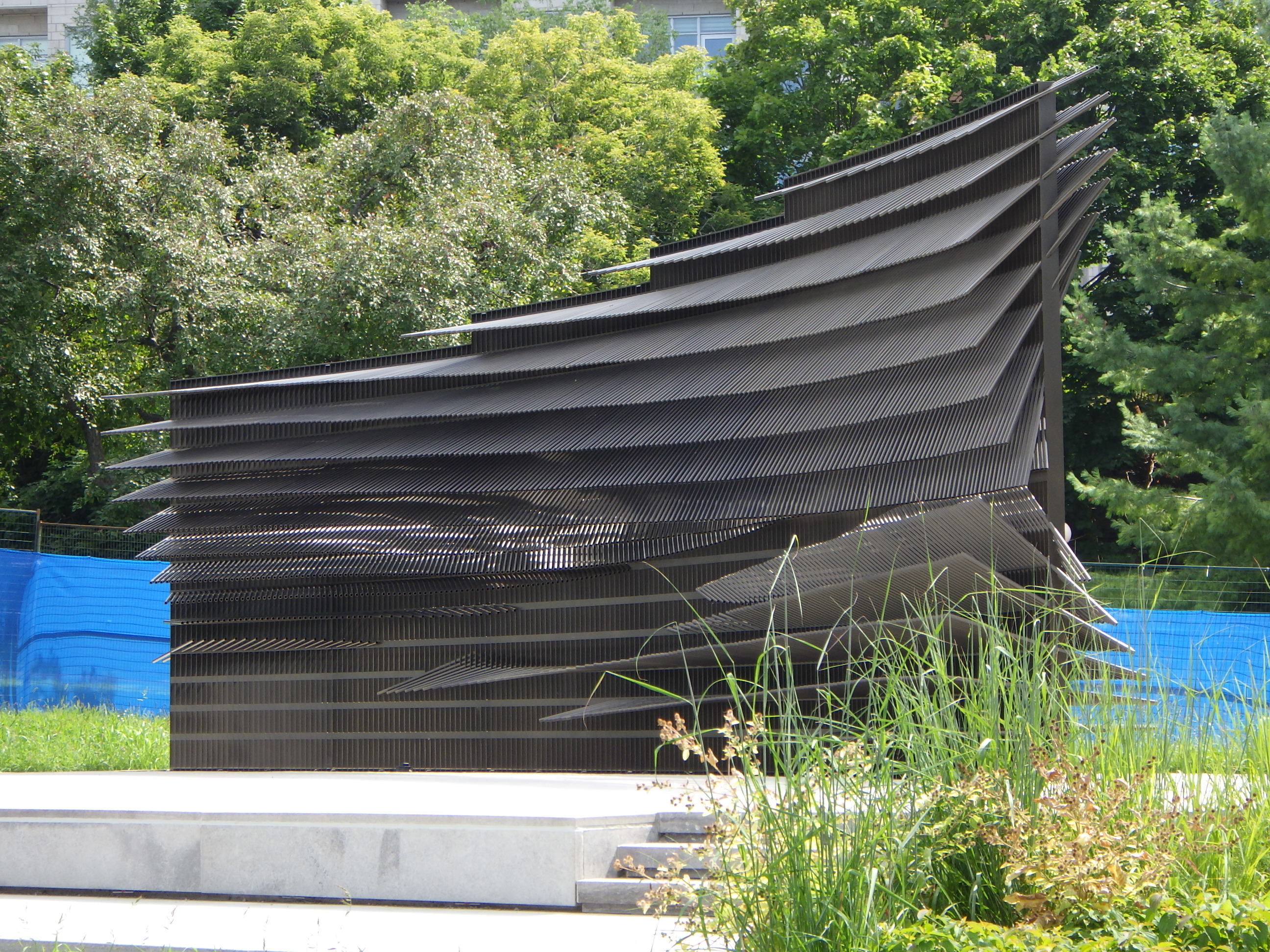
Il memoriale in costruzione il 22 agosto 2023. È stata installata l'ala destra di "Arc of Memory".

Il monumento doveva originariamente essere eretto in un sito tra la Corte suprema del Canada e la Library and Archives Canada, ma nel dicembre 2015, il ministro del patrimonio canadese Mélanie Joly ha suggerito che la Commissione della Capitale Nazionale approvasse invece un sito di 500 metri quadrati a mezzo chilometro a ovest, nel Giardino delle Province e dei Territori. Secondo la cronologia rivista, nel 2016 e nel 2017 si è tenuto un concorso nazionale per selezionare un nuovo progetto per il monumento. Il sito è stato inaugurato con una cerimonia tenutasi il 2 novembre 2017. La costruzione è iniziata all'inizio di novembre 2019, e si prevedeva che sarebbe stata completata entro l'estate del 2020, ma alla fine del 2022 non era ancora terminata, senza alcun progresso nella costruzione nel 2022.
Il progetto vincitore è stato annunciato nel maggio 2017 come Arc of Memory progettato dall'architetto di Toronto Paul Raff in collaborazione con il designer e arboricoltore Michael A. Ormston-Holloway e gli architetti paesaggisti Brett Hoornaert e Luke Kairys.
Nel giugno 2023, la costruzione del monumento era ancora in corso. I costi pubblici per il monumento sarebbero circa 7,5 milioni di dollari.

## Controversie

### Commemorazione dei collaboratori nazisti
Il monumento dovrebbe includere un "Muro della Memoria" in onore di 600 individui e gruppi, tuttavia, sono state sollevate preoccupazioni in merito al fatto che siano stati inclusi anche i nomi dei collaboratori nazisti, compresi gli individui che hanno partecipato alle atrocità durante la seconda guerra mondiale.
Nel luglio 2021, mentre il monumento era ancora in costruzione, la CBC News ha riferito che "Tribute to Liberty", un ente di beneficenza, ha ricevuto alcune donazioni in onore di fascisti e collaboratori nazisti, come evidenziato dall'elenco online del progetto. Le donazioni sembrano destinate a commemorare i collaboratori nazisti dell'Europa orientale che furono coinvolti nella deportazione e nell'omicidio di ebrei e altri gruppi sotto la Soluzione Finale di Hitler, come il leader degli ustascia Ante Pavelić e il leader dell'Esercito insurrezionale ucraino Roman Šuchevyč. Ludwik Klimkowski, presidente di "Tribute to Liberty", ha affermato che le domande su chi verrà commemorato "sono premature", poiché sia "Tribute to Liberty" sia il Dipartimento del patrimonio canadese stanno ancora esaminando l'elenco definitivo dei nomi che saranno inclusi nel memoriale. Non ha confermato che il denaro per commemorare i collaboratori nazisti è stato rifiutato e restituito, dicendo che sarebbe "prematuro commentare".

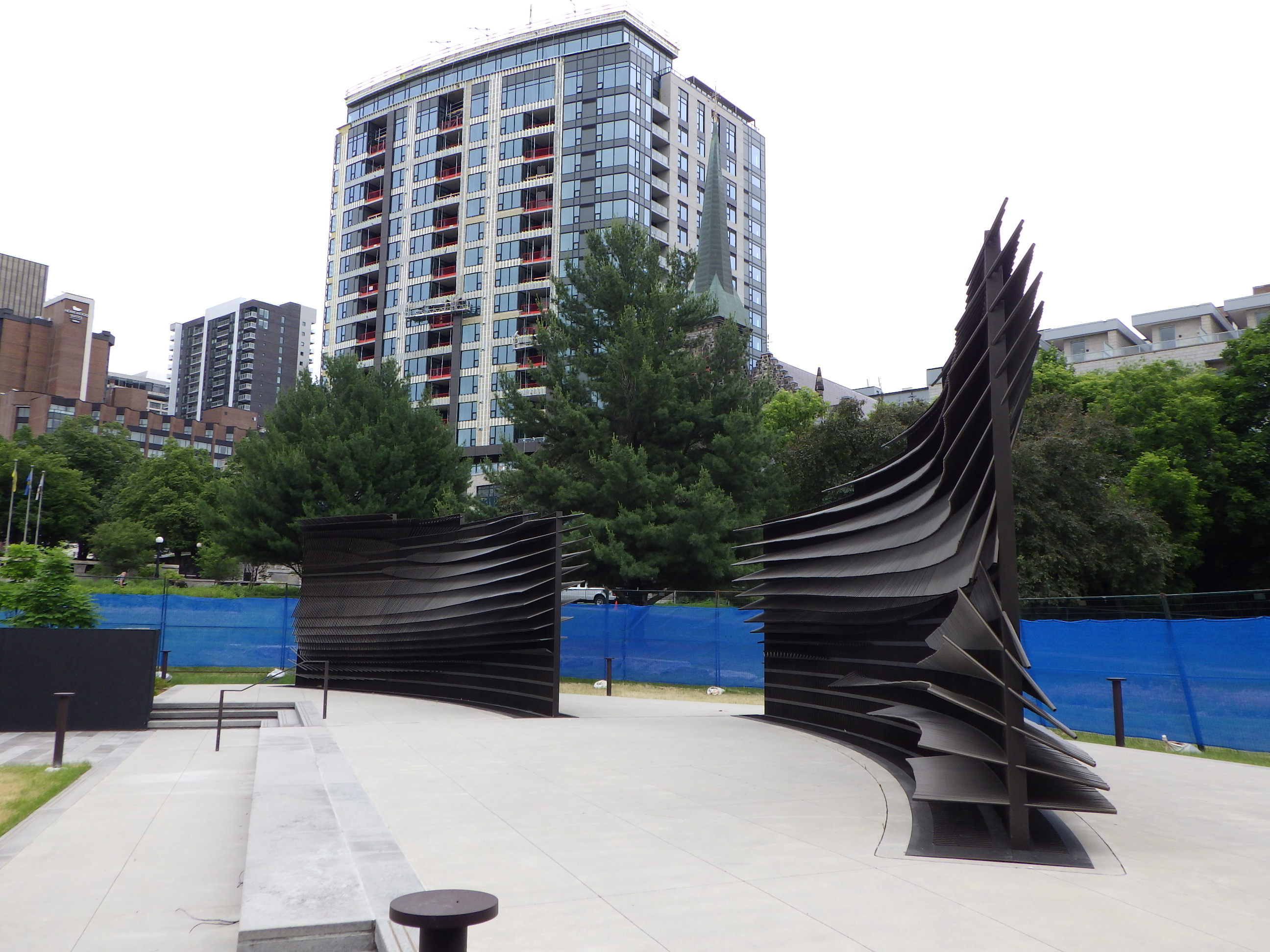
Il Memoriale per le Vittime del Comunismo — Canada, Terra di Rifugio l'11 giugno 2024, ancora chiuso al pubblico

Il governo canadese ha identificato i nomi di diversi individui che hanno prestato servizio nelle Waffen-SS tra quelli presentati per il memoriale, così come altri collaboratori nazisti. Nel 2021, i funzionari del dipartimento degli affari esteri hanno avvertito il dipartimento del patrimonio canadese che "è importante notare che molti sostenitori e combattenti anticomunisti e antisovietici erano anche attivi collaboratori nazisti, che hanno commesso massacri documentati." Le preoccupazioni relative all'onorare inavvertitamente i collaboratori nazisti vennero alla ribalta con lo scandalo Jaroslav Hun'ka nel settembre 2023 al parlamento canadese. Hun'ka, un membro della 14ª divisione Waffen Grenadier delle SS (1a Galizia) ucraina, venne invitato a partecipare al parlamento canadese per ascoltare un discorso del presidente ucraino Volodymyr Zelens'kyj, venne poi presentato al parlamento come un eroe di guerra e ricevette anche una standing ovation. Di conseguenza, l'inaugurazione prevista per novembre 2023 è stata posticipata con una dichiarazione pubblicata su un sito web governativo che spiega che il governo del Canada si stava impegnando "per garantire che tutti gli aspetti del memoriale rimangano compatibili con i valori canadesi sulla democrazia e sui diritti umani".
I funzionari del Dipartimento del patrimonio canadese hanno espresso preoccupazione riguardo al monumento. In una nota, il vicedirettore Tristan-E. Landry ha scritto: "È giunto alla nostra attenzione che un certo numero di voci che sono state presentate per il riconoscimento potrebbero essere state affiliate in qualche modo ad organizzazioni fasciste e naziste... Ad esempio, alcuni degli individui proposti erano collegati all'Organizzazione dei Nazionalisti Ucraini e al suo esercito, l'Esercito insurrezionale ucraino ... e in misura minore a gruppi nazionalisti baltici (ad esempio membri delle SS lettoni)." Il Dipartimento ha stabilito che da 50 a 60 dei nomi da elencare sul Muro della memoria dei monumenti erano direttamente collegati ai nazisti. Un rapporto del dipartimento del 2023 ha raccomandato che più di 330 dei 553 nomi del muro vengano rimossi a causa di potenziali legami con nazisti o gruppi fascisti.
Il 10 ottobre 2024, l'organizzazione "Amici del Simon Wiesenthal Center" ha chiesto al governo federale di impegnarsi pubblicamente affinché i nomi di oltre 300 persone con sospetti legami con il nazismo o con gruppi fascisti non vengano inseriti nel monumento. L'organizzazione ha dichiarato che onorare i nazisti e i collaborazionisti "mina gravemente la nostra memoria collettiva dell'Olocausto, reinterpretando i perpetratori del genocidio in ruoli eroici" ed "è un affronto a tutti i canadesi di buona coscienza".

### Altre preoccupazioni
L'inaugurazione ufficiale del monumento è stata ritardata anche da preoccupazioni diplomatiche circa il fatto che potrebbe concentrarsi in modo eccessivo sul Vietnam, il che potrebbe mettere a dura prova le relazioni con un'economia in rapida crescita che è il principale partner commerciale del Canada nell'Associazione delle Nazioni del Sud-est asiatico. Secondo discussioni interne al Dipartimento Affari Globali Canada "Mettere in evidenza eventi e nomi di paesi in cui si è registrato un numero importante di vittime del comunismo probabilmente attirerà una reazione negativa da parte dei paesi citati".
I consulenti di Global Affairs hanno inoltre sollevato preoccupazioni in merito all'onorare coloro che sono stati uccisi dai partigiani jugoslavi che combattevano contro i nazisti e che sono stati aiutati e consigliati dai commando canadesi come alleati della seconda guerra mondiale.